# Sicyodes ocellata
Sicyodes ocellata är en fjärilsart som beskrevs av W. Warren 1897. Sicyodes ocellata ingår i släktet Sicyodes och familjen mätare. Inga underarter finns listade i Catalogue of Life.